# Grandfontaine (Bajo Rin)
Grandfontaine es una localidad y  comuna francesa situada en el departamento de Bajo Rin, en la región de Alsacia. Tiene una población de 369 habitantes (según censo de 1999) y una densidad de 9 h/km².

## Demografía
| 351 | 386 | 408 | 361 | 351 | 369 |
| Para los censos de 1962 a 1999 la población legal corresponde a la población sin duplicidades (Fuente: INSEE [Consultar]) |     |     |     |     |     |

## Historia
Perteneció al principado de Salm-Salm hasta su anexión a Francia en 1793. La comuna de Grandfontaine aprovechó indirectamente una negociación en la anexión de Alsacia-Lorena en 1871. En aquella época, el gobierno francés prefirió conservar una línea ferroviaria a Avricourt y ceder una gran parte del ámbito territorial de los municipios de Raon-sur-Plaine y Raon-lès-Leau. Estos terrenos boscosos y la industria de la madera generada, que pertenecieron a territorio alsaciano hasta 1919, contribuyen desde entonces a favorecer la riqueza y desarrollo del municipio.

## Patrimonio
- Las Minières, mina de fabricación de explosivos desde el siglo XVIII, con un museo anexo dedicado a la temática y la riqueza mineralógica de la región.
- Museo du Framont, dedicado a los Citroën 2CV.

## Personajes ilustres
- Nicolas Freeling, escritor inglés residió hasta fallecer en el año 2003 en Grandfontaine.